# Décès en juillet 1992
Décès
- 1988
- 1989
- 1990
- 1991
- 1992
- 1993
- 1994
- 1995
- 1996

Pour une information complémentaire, voir la page d'aide.

| Date                        | Nom                   | Activités | Âge                 | Source |
| --------------------------- | --------------------- | --- | ------------------- | ------ |
| 1er juillet                 | Franco Cristaldi      | producteur du cinéma italien | 67                  |        |
| 1er juillet                 | Marcel Kibler         | résistant français, chef des FFI d'Alsace et un des fondateurs de la Septième colonne d'Alsace (Réseau Martial) ainsi que des Groupes mobiles d'Alsace | 87                  |        |
| 2 juillet                   | Edith Volckaert       | violoniste belge | 43                  |        |
| 2 juillet                   | Camarón de la Isla    | chanteur espagnol | 41                  |        |
| 3 juillet                   | Arnold Belkin         | peintre canadien et mexicain | 61                  | (en)   |
| 3 juillet                   | Luigi Marchisio       | coureur cycliste italien | 83                  |        |
| 4 juillet                   | Astor Piazzolla       | compositeur et bandonéoniste argentin | 71                  |        |
| 4 juillet                   | Slavko Luštica        | joueur et entraîneur de football yougoslave | 69                  | (en)   |
| 5 juillet                   | Pauline Jewett        | enseignante et femme politique canadienne | 69                  |        |
| 7 juillet                   | Joseph Barthel        | athlète luxembourgeois | 65                  |        |
| 9 juillet                   | Eric Sevareid         | journaliste américain | 79                  |        |
| 9 juillet                   | Kelvin Coe (en)       | danseur de ballet australien | 65                  |        |
| 10 juillet                  | Albert Pierrepoint    | bourreau britannique | 87                  |        |
| 11 juillet                  | Ulf Thoresen (en)     | coureur de harnais norvégien | 45 ou 46            |        |
| 11 juillet                  | Munroe Bourne         | nageur canadien | 82                  |        |
| 12 juillet                  | Ted Fenton (en)       | footballeur britannique | 77                  |        |
| 13 juillet                  | Paul Le Dren          | footballeur français | 63                  |        |
| 14 juillet                  | Gwyn Davies (en)      | joueur de rugby à XV et rugby à XIII britannique | 84                  |        |
| 15 juillet                  | Hammer DeRoburt       | homme politique nauruan, 1er, 4e, 6e et 8e président de Nauru                                                                                          | 69                  |        |
| 16 juillet                  | Junious Buck Buchanan | joueur de football américain | 51                  |        |
| 16 juillet                  | Evelyn Marc           | peintre française | 77                  |        |
| 17 juillet                  | Kanan Devi            | actrice et chanteuse indienne | 76                  |        |
| 19 juillet                  | Paolo Borsellino      | juge anti-mafia italien | 52                  |        |
| 21 juillet                  | Ernst Schäfer         | zoologue allemand, membre de l'expédition scientifique allemande au Tibet entre 1938 et 1939                                                           | 82                  |        |
| 22 juillet                  | David Wojnarowicz     | peintre, photographe, écrivain, réalisateur du cinéma, performeur et militant homosexuel américain                                                     | 37                  |        |
| 22 juillet                  | Wayne McLaren         | acteur américain | 52                  |        |
| 23 juillet                  | Rosemary Sutcliff     | femme de lettres britannique | 71                  |        |
| 23 juillet                  | Ya'akov Hazan (en)    | homme politique israélien | 93                  |        |
| 23 juillet                  | Arletty               | actrice française | 94                  |        |
| 24 juillet                  | Sam Berger            | avocat, homme d'affaires et joueur de football canadien                                                                                                | 92                  |        |
| 25 juillet                  | Gunars Cilinskis      | acteur et réalisateur letton | 61                  |        |
| 25 juillet                  | Alfred Drake          | acteur, chanteur, metteur en scène et dramaturge américain                                                                                             | 77                  |        |
| 25 juillet                  | 26 juillet            | Mary Wells | chanteuse américain | 49     |
| Richard Martin Bingham (en) | 26 juillet            | avocat et homme politique britannique | 86                  |        |
| 27 juillet                  | Amjad Khan            | acteur et réalisateur indien | 51                  |        |
| 27 juillet                  | Jenny Karézi          | actrice grecque | 60                  |        |
| 27 juillet                  | Max Dupain            | photographe moderniste australien | 81                  |        |
| 27 juillet                  | Jean Besancenot       | photographe, peintre, dessinateur et ethnologue français                                                                                               | 89                  |        |
| 27 juillet                  | Suraya Qadjar         | Chanteuse azérie | 82                  |        |
| 29 juillet                  | Marcel Janssens       | coureur cycliste belge | 60                  |        |
| 29 juillet                  | Michel Larocque       | gardien de but de hockey sur glace québécois | 40                  |        |
| 30 juillet                  | Joe Shuster           | dessinateur de comics américain, né canadien, coïnventeur du personnage de bande dessinée Superman                                                     | 78                  |        |
| 30 juillet                  | Brenda Marshall       | actrice américaine | 76                  |        |
| 30 juillet                  | René Dulieu           | peintre français | 88                  |        |
| 31 juillet                  | Leonard Cheshire      | aviateur britannique | 74                  |        |